# عرقون صغير الورق
عرقون صغير الورق (الاسم العلمي:Euphrasia microphylla) هي نوع نباتي يتبع جنس العرقون من الفصيلة الجعفيلية.  